# توماس بالش
توماس بالش (بالإنجليزية: Thomas Balch)‏ هو مؤرخ أمريكي، ولد في 23 يوليو 1821، وتوفي في 29 مارس 1877.